# Одиночка (концертный тур)
Одиночка — третий гастрольный тур российской певицы МакSим, организованный в поддержку её третьего студийного альбома «Одиночка». Тур стартовал в конце лета 2009 года. Один из первых концертов в московском клубе «Б1 Maximum» был плохо встречен критикой и получил, в основном, негативные отзывы.
В ходе тура певица дала благотворительный концерт в Рязани. Сборы от концерта певица направила в помощь Православной гимназии во имя святителя Василия Рязанского.
Изменилась и шоу-программа. Теперь МакSим стала выступать без танцоров и на сцене присутствовали только музыканты. Во время концертов были установлены несколько больших экранов на которых транслировались кадры из концертов, клипов и личного архива певицы.

## Выступление
Первое исполнение новых песен с альбома пришлось на 1 сентября 2009 года. Во время проведения дня первокурсника МакSим выступила в Санкт-Петербурге, где исполнила две песни с альбома - «Одиночка» и «Весна». При этом певица долго не решалась исполнить «Одиночку», объясняя это тем, что «неприлично петь такие пошлые кабацкие песенки при юных первокурсниках и тем более при преподавателях в летах». На концерте МакSим была одета в чёрный короткий комбинезон, украшенный блёстками. Завершала данный концерт песня «Трудный возраст», с которой, по словам певицы началась её карьера в Питере: «меня услышали, а для любого артиста очень важно - быть услышанным» . 15 сентября МакSим официально открыла новый тур выступлением в Нижнем Новгороде . На концерте впервые была исполнена песня «Дорога».
19 сентября МакSим выступила в московском клубе «Б1». На сцене концерта до начала выступления располагались барабанная установка, перкуссия и было подготовлено место для струнной секции . Концерт начался с исполнения песни «Мой рай». Певица вышла на сцену в тёмном пальто с широкими рукавами. В газете «Вечерняя Москва» наряд описали как «непривычно длинное черное платье с рукавами-крыльями» . На проекционных экранах во время исполнения показывались кадры из клипа на данную песню . Далее МакSим исполнила песни с нового альбома - «На радиоволнах», «Дорога», «Одиночка» и «Блюз». При исполнении песни «Дорога» на сцене появился скрипач, одетый в старинную русскую рубаху. Предваряя исполнение песни МакSим сказала: «Эта песня очень дорога всему коллективу. Чем больше мы ездим на гастроли и смотрим на нашу страну из окон поездов, тем больше, как это ни банально, мы стали любить свою Родину». Во время исполнения «Одиночки» певица сменила наряд на мини . Песню «Сон» МакSим исполняла с одной из зрительниц дуэтом. После было исполнено попурри с использованием скрипок, виолончели, гитар и барабанов. Далее МакSим исполняла песни аккомпанируя себе на гитаре, в то время как на экранах демонстрировались фотографии дочери певицы . В завершение концерта были исполнены песни «Знаешь ли ты» и «Трудный возраст». После МакSим исполнила ещё две песни на бис, после чего концерт был завершён .
В середине тура немного меняется сет-лист тура. Первой композицией на концертах исполняется «Весна». На концерте в Орле, МакSим исполняла песни с нового альбома первыми: «…началось все с актуальной сегодня песни о весне. МакSим решила не зацикливаться на старых своих творениях, а исполнить несколько композиций с нового альбома „Одиночка“: […] „Дороги“, „Я люблю тебя“». Также была исполнена песня «Птицы». На концерте в клубе «Небо», в Хабаровске, также первой исполненной песней стала «Весна». Певица выходила на сцену «в белом платье до самого пола». На концерте с МакSим стали выступать уже 5 музыкантов (к группе присоединился перкуссионист). Концерт длился два часа, с одним антрактом, во время которого «бойз-бэнд певицы продолжал радовать поклонников различными роковыми интерпретациями любимых песен МакSим». В завершение концерта были исполнены песни «Трудный возраст» и «Нежность».

## Критика
Концерт МакSим в московском клубе «Б1» получил различные отзывы от критиков. Борис Барабанов, из издания «Коммерсантъ», дал негативную оценку концерту. Автору не понравилось вокальное исполнение певицы. Также негативно был оценен звук: «…при правильном подходе к звуку эмоции, которые при прослушивании её CD выжимают слезы даже из здоровых мужиков, можно было бы протранслировать и в зал „Б1“. Но, похоже, Макsим не ставила такой задачи перед своими звукооператорами». В целом рецензент посчитал, что «Макsим все равно осталась рабочей лошадкой безнадежной отечественной эстрады, артисткой, не знающей иных способов коммуникации с публикой, кроме вымученно задорной фамильярности и иной расстановки ручек на пульте звукооператора, кроме той, что принята в провинциальных ресторанах». Михаил Марголис из газеты «Известия» также дал негативную рецензию на концерт. Как пишет журналист, что МакSим не совсем соответствует эстетике клуба «Б1»: «данная артистка и данная площадка если и не максимально, то весьма далеки друг от друга». Автору концерт не понравился с первых песен, так как он писал, что «…с первых же минут действо обрело знакомый вид бесчисленных российских поп-представлений и инфантильно-подростковую тональность». В завершение статьи автор пишет, что «МакSим подтвердила мысль о том, что в реальных „боевых“ условиях наши поп-звезды выглядят, мягко говоря, неубедительно и странно».
Другие журналисты дали более позитивную оценку концерту. Наталья Ветвицкая, из газеты «Аргументы и факты», писала, что концерт «прошел по всем законам успеха». Было наиболее позитивно оценено исполнение песен, представленных с нового альбома. Журналистка отметила, что «…как бы кто не относился к ней и её музыке, МакSим сегодня – это феномен. […] Как бы она не меняла имидж, какие бы хулиганские песни не пела и как бы редко не давала концерты. У неё в запасе уже есть двадцатка суперхитов всех времен и кредит доверия бесчисленных фанатов лет на десять вперед». Наталья Пенькова, из газеты «Вечерняя Москва», также положительно описала концерт. Она пишет, что «певица сейчас в очень хорошей форме – она стройна, хороша и поет как соловей». В целом автор написала, что «…концерт удался, и, судя по нему, нарочитая наивность текстов МакSим, „въедливость“ мелодий, наконец, образ «принцессы из народа» по-прежнему нужны стране как воздух. А некоторые отхождения от собственных правил (неожиданная самопрезентация себя как „крутой одиночки“) делают её ещё популярнее». Положительную оценку альбом получил также на сайте «Km.ru». Наталья Ступникова пишет, что «во время всего концерта все чаще можно было поймать себя на мысли, что теперь „подростковые“ песни звучат как-то неестественно, гораздо интереснее слушать новый материал певицы».
На сайте «NovoNews.lv», описывая концерт МакSим в городе Рига, Латвия, дали среднюю оценку концерту, написав, что «…двухчасовой концерт взошедшей звезды шоу-бизнеса мало чем отличался от других выступлений Марины Максимовой. Та же качественная фонограмма, общение с залом в лучших традициях русской попсы, удовлетворительное пение вживую под аккомпанемент собственной группы (ударные, гитара, бас, клавишные)». Ольга Головацкая, из «MoiGorod.ru», описывая концерт МакSим в Хабаровске, дала выступлению позитивную оценку. Как пишет журналист: «…почти целых два часа романтичной лирики, нежности в глазах и искренних улыбок на лицах, всего-навсего с одним антрактом, во время которого бойз-бэнд певицы продолжал радовать поклонников различными роковыми интерпретациями любимых песен МакSим, прошел концерт этой целеустремленной девушки». Ольга Головацкая назвала концерт трогательным, чувственным и незабываемым.

## Концертная программа
| №   | Название                      | Длительность |
| --- | ----------------------------- | ------------ |
| 1.  | «Интерлюдия»                  |              |
| 2.  | «Мой рай»                     |              |
| 3.  | «Нежность»                    |              |
| 4.  | «Дорога»                      |              |
| 5.  | «Секретов нет»                |              |
| 6.  | «Любовь»                      |              |
| 7.  | «Ветром стать»                |              |
| 8.  | «На радиоволнах»              |              |
| 9.  | «Сон»                         |              |
| 10. | «Инструментальная интерлюдия» |              |
| 11. | «Отпускаю»                    |              |
| 12. | «Весна»                       |              |
| 13. | «Научусь летать»              |              |
| 14. | «Не отдам»                    |              |
| 15. | «Блюз»                        |              |
| 16. | «Сантиметры дыханья»          |              |
| 17. | «Лучшая ночь»                 |              |
| 18. | «Одиночка»                    |              |
| 19. | «Знаешь ли ты»                |              |
| 20. | «Трудный возраст»             |              |

| №   | Название                      | Длительность |
| --- | ----------------------------- | ------------ |
| 1.  | «Интерлюдия»                  |              |
| 2.  | «Весна»                       |              |
| 3.  | «На радиоволнах»              |              |
| 4.  | «Мой рай»                     |              |
| 5.  | «Секретов нет»                |              |
| 6.  | «Нежность»                    |              |
| 7.  | «Дорога»                      |              |
| 8.  | «Я люблю тебя»                |              |
| 9.  | «Ветром стать»                |              |
| 10. | «Сон»                         |              |
| 11. | «Инструментальная интерлюдия» |              |
| 12. | «Отпускаю»                    |              |
| 13. | «Научусь летать»              |              |
| 14. | «Не отдам»                    |              |
| 15. | «Блюз»                        |              |
| 16. | «Лучшая ночь»                 |              |
| 17. | «Мама-кошка»                  |              |
| 18. | «Одиночка»                    |              |
| 19. | «Знаешь ли ты»                |              |
| 20. | «Трудный возраст»             |              |

## Даты концертов
| Дата                      | Город                    | Страна      | Площадка                              | Количество мест |
| ------------------------- | ------------------------ | ----------- | ------------------------------------- | --------------- |
| 2009 год                  |                          |             |                                       |                 |
| 1 сентября 2009           | Санкт-Петербург          | Россия      | СКК «Петербургский»                   | 20000           |
| 15 сентября 2009          | Нижний Новгород          | Россия      | ЦКЗ «Юпитер»                          | 1070            |
| 19 сентября 2009          | Москва                   | Россия      | Клуб «Б1 Maximum»                     | 2500            |
| 25 сентября 2009          | Пермь                    | Россия      | Пермский государственный цирк         | 2700            |
| 26 сентября 2009          | Екатеринбург             | Россия      | ККТ «Космос»                          | 1939            |
| 28 сентября 2009          | Санкт-Петербург          | Россия      | БКЗ «Октябрьский»                     | 3727            |
| 2 октября 2009            | Тюмень                   | Россия      | Цирк                                  | 1600            |
| 9 октября 2009            | Киров                    | Россия      | Цирк                                  | 1600            |
| 10 октября 2009           | Йошкар-Ола               | Россия      | ДК «ХХХ-летия Победы»                 | 2000            |
| 17 октября 2009           | Минск                    | Беларусь    | Дворец Спорта                         | 4500            |
| 18 октября 2009 (отменён) | Могилёв                  | Беларусь    | СК «Олимпиец»                         | 1500            |
| 21 октября 2009           | Кемерово                 | Россия      | Цирк                                  | 2000            |
| 28 октября 2009           | Воронеж                  | Россия      | Цирк                                  | 2400            |
| 29 октября 2009           | Уфа                      | Россия      | «Колизео»                             | 2500            |
| 31 октября 2009           | Рязань                   | Россия      | КЗ имени Сергея Есенина               | 880             |
| 6 ноября 2009             | Казань                   | Россия      | КРК «Пирамида»                        | 1100            |
| 7 ноября 2009             | Уфа                      | Россия      | РК «Огни Уфы»                         | 2500            |
| 11 ноября 2009            | Кишинёв                  | Молдавия    | Национальный Дворец                   | 1827            |
| 16 ноября 2009            | Благовещенск             | Россия      | Амурская областная филармония         | 760             |
| 19 ноября 2009            | Владивосток              | Россия      | Цирк                                  | 2400            |
| 23 ноября 2009            | Хабаровск                | Россия      | Платинум-Арена                        | 7100            |
| 17 декабря 2009           | Ставрополь               | Россия      | -                                     | -               |
| 18 декабря 2009           | Минеральные Воды         | Россия      | -                                     | -               |
| 2010 год                  |                          |             |                                       |                 |
| 26 января 2010            | Ухта                     | Россия      | Городской дворец культуры             | 900             |
| 27 января 2010            | Сыктывкар                | Россия      | КСЦ «Ренова»                          | -               |
| 19 февраля 2010           | Вологда                  | Россия      | «Русский Дом»                         | 700             |
| 20 февраля 2010           | Череповец                | Россия      | Ледовый Дворец                        | 5000            |
| 21 февраля 2010           | Иваново                  | Россия      | Ивановский музыкальный театр          | 1386            |
| 5 марта 2010              | Вильнюс                  | Литва       | Pramogu Arena                         | -               |
| 6 марта 2010              | Рига                     | Латвия      | Арена Рига                            | 14500           |
| 12 марта 2010             | Псков                    | Россия      | БКЗ «Псковской областной филармонии»  | 900             |
| 13 марта 2010             | Великий Новгород         | Россия      | КЦ «Акрон»                            | -               |
| 17 марта 2010             | Санкт-Петербург          | Россия      | БКЗ «Октябрьский»                     | 3727            |
| 20 марта 2010             | Ярославль                | Россия      | Клуб «Король Королю»                  | 2000            |
| 25 марта 2010             | Орёл                     | Россия      | ДК «Металлургов»                      | 900             |
| 1 апреля 2010             | Берлин                   | Германия    | Дискотека «Контраст»                  | -               |
| 3 апреля 2010             | Билефельд                | Германия    | Дискотека «Prime»                     | -               |
| 22 апреля 2010            | Москва                   | Россия      | Клуб Элизиум                          | 550             |
| 28 апреля 2010            | Альметьевск              | Россия      | ДК «НефтьЧе»                          | -               |
| 29 апреля 2010            | Ижевск                   | Россия      | Цирк                                  | 1811            |
| 30 апреля 2010            | Набережные Челны         | Россия      | Столица Развлечений «Батыр»           | 2500            |
| 9 мая 2010                | Мурманск                 | Россия      | Ледовый Дворец Спорта                 | 3500            |
| 12 мая 2010               | Шнельдорф                | Германия    | Дискотека «LeveL»                     | -               |
| 12 мая 2010               | Аугсбург                 | Германия    | Дискотека «M Club»                    | -               |
| 15 мая 2010               | Штутгарт                 | Германия    | -                                     | -               |
| 21 мая 2010               | Баку                     | Азербайджан | Дворец им. Гайдара Алиева             | -               |
| 27 мая 2010               | Екатеринбург             | Россия      | ККТ «Космос»                          | 2000            |
| 28 мая 2010               | Пермь                    | Россия      | ДК им. А. Г. Солдатова                | 1115            |
| 6 июня 2010               | Пенза                    | Россия      | ДК им. Кирова                         | -               |
| 23 сентября 2010          | Тверь                    | Россия      | Цирк                                  | 1714            |
| 25 сентября 2010          | Архангельск              | Россия      | Центральная площадь                   | -               |
| 3 октября 2010            | Челябинск                | Россия      | ДС «Юность»                           | 3650            |
| 4 октября 2010            | Магнитогорск             | Россия      | Цирк                                  | -               |
| 14 октября 2010           | Чебоксары                | Россия      | ДК Тракторостроителей                 | -               |
| 15 октября 2010           | Ульяновск                | Россия      | ДК Губернаторский (ЦНК)               | -               |
| 16 октября 2010           | Балаково                 | Россия      | Районный Дворец Культуры              | -               |
| 22 октября 2010           | Иркутск                  | Россия      | Дворец Спорта «Труд»                  | -               |
| 24 октября 2010           | Красноярск               | Россия      | Красноярский государственный цирк     | 2000            |
| 25 октября 2010           | Томск (отменён)          | Россия      | Дворец зрелищ и спорта                | -               |
| 30 октября 2010           | Самара                   | Россия      | КРК «Метелица-С»                      | 2000            |
| 11 ноября 2010            | Владимир                 | Россия      | ЛД «Полярис»                          | 1290            |
| 21 ноября 2010            | Ростов-на-Дону           | Россия      | КСК «Экспресс»                        | 1500            |
| 25 ноября 2010            | Благовещенск             | Россия      | Общественно-культурный центр          | 899             |
| 26 ноября 2010            | Хабаровск                | Россия      | Клуб «Небо»                           | 500             |
| 27 ноября 2010            | Владивосток              | Россия      | Клуб «Арена»                          | 1000            |
| 28 ноября 2010            | Петропавловск-Камчатский | Россия      | ДК «Пограничник»                      | 500             |
| 7 декабря 2010            | Ставрополь               | Россия      | -                                     | -               |
| 8 декабря 2010            | Краснодар                | Россия      | ДК «Железнодорожников»                | -               |
| 14 декабря 2010           | Новосибирск              | Россия      | Цирк                                  | 2300            |
| 15 декабря 2010           | Астрахань (отменён)      | Россия      | СЗК «Звёздный»                        | -               |
| 2011 год                  |                          |             |                                       |                 |
| 1 марта 2011              | Солигорск                | Беларусь    | -                                     | -               |
| 2 марта 2011              | Минск                    | Беларусь    | Дворец Спорта                         | 4000            |
| 8 марта 2011              | Норильск                 | Россия      | Art-Hall                              | -               |
| 26 марта 2011             | Тюмень                   | Россия      | Филармония                            | -               |
| 28 марта 2011             | Курган                   | Россия      | Филармония                            | -               |
| 29 марта 2011             | Екатеринбург             | Россия      | ККТ «Космос»                          | -               |
| 30 марта 2011             | Ижевск                   | Россия      | Цирк                                  | -               |
| 16 апреля 2011            | Нижний Новгород          | Россия      | ЦКЗ «Юпитер»                          | -               |
| 22 апреля 2011            | Таллин                   | Эстония     | Клуб «Parlament»                      | -               |
| 27 апреля 2011            | Уфа                      | Россия      | Дворец молодёжи БГАУ (ДК «Юбилейный») | -               |
| 28 апреля 2011            | Оренбург                 | Россия      | Филармония                            | -               |
| 29 апреля 2011            | Бузулук                  | Россия      | ДК «Юбилейный»                        | -               |
| 17 июня 2011              | Санкт-Петербург          | Россия      | БКЗ «Октябрьский»                     | -               |
| 25 июля 2011              | Ейск                     | Россия      | Городской дворец культуры             | -               |